# Dianne Brooks
Gwendolyn Dianne Brooks (3 januari, 1939 - Toronto, 29 april 2005) was een Amerikaanse jazz- en rhythm-and-blues-zangeres.
Brooks, afkomstig van New Jersey, was in de jaren vijftig lid van de groep Three Playmates, die in 1957 verschillende songs opnam voor Savoy Recvords: "Giddy-Up-A-Ding-Dong" en "(Do-Oo Do-Oo) I Dreamed" (beide singles met begeleiding van onder meer Kenny Burrell) en "Sugah Wooga". In de jaren zeventig woonde ze in Canada. In die tijd was ze als achtergrondzangeres betrokken bij opnames van onder meer Emmylou Harris, Bette Midler, Anne Murray, Funkadelic en Pure Prairie League van Craig Fuller. Ook was ze actief als zangeres bij de Canadese popgroep Motherlode. Van haar verschenen tevens solo-singles en een paar albums, in 1976 bijvoorbeeld de lp "Back Stairs of My Life", waarop onder meer Bonnie Raitt meezingt. Later werkte ze onder meer mee bij opnames van Brenda Russell.

## Discografie (selectie)
- Back Stairs of My Life, Reprise, 1976

- Library of Congress Control Number: n95040835
- MusicBrainz: 41079252-5c75-4ea6-b215-23fb1f0c2a48
- Virtual International Authority File: 105274806